# Houska (hrad)
Houska je hrad přestavěný na zámek ve východní části chráněné krajinné oblasti Kokořínsko. Stojí v katastrálním území Houska u obce Blatce v okrese Česká Lípa v Libereckém kraji. Zámek je chráněn jako kulturní památka a v návštěvních hodinách je přístupný veřejnosti.
Gotický hrad založil na začátku své vlády král Přemysl Otakar II. Měl se stát správním centrem okolní krajiny, ale jeho funkci brzy přejal o něco později založený Bezděz. Housku poté získali Berkové z Dubé, kteří ji vlastnili do roku 1432, kdy od nich celé panství koupil Jan Smiřický. Jeho potomkům hrad patřil do roku 1502. O přestavbu hradu na renesanční zámek se v šestnáctém století zasloužili příslušníci rodu Hrzánů z Harasova, kteří na něm sídlili do začátku sedmnáctého století.
Další majitelé se rychle měnili. K významnějším vlastníkům patřil Albrecht z Valdštejna, který zámek využíval jen jako lovecké sídlo. Houska si, i přes zámeckou přestavbu, uchovávala pevnostní charakter až do třicetileté války, během které byla na krátkou dobu obsazena švédským vojskem. Po válce bylo rozhodnuto o zboření hradu, ale nakonec bylo strženo jen opevnění a hospodářské předhradí. Od začátku osmnáctého století zámek vlastnili Kounicové, kteří ve dvacátých letech devatenáctého století provedli při opravě zámku rozsáhlejší stavební úpravy. Zhruba o sto let později prošel zámek další rekonstrukcí za Josefa Šimonka.
I přes zánik opevnění patří Houska k nejlépe dochovaným hradům Přemysla Otakara II. Přestože se změnilo vnitřní členění paláců, původní gotické stavby se dochovaly až výše druhého patra včetně mnoha architektonických detailů. Hodnotná je také malířská výzdoba hradní kaple nebo tzv. Zelené komnaty.

## Historie

### Založení hradu
Hrad Houska byl založen ve třináctém století. Dobroslava Menclová a Rudolf Anděl předpokládali, že jeho stavitelem byl v letech 1280–1290 Jindřich (též Hynek) z Dubé, který v době po smrti krále Přemysla Otakara II. využil neklidných poměrů v zemi a obsadil území, které sousedilo s jeho rodovým panstvím Dubá. Předpokládal, že jako odpůrce Oty Braniborského a podporovatel mladého Václava II. od krále majetek získá, což se pravděpodobně také stalo.
Podle Tomáše Durdíka Housku založil v době na počátku své vlády už král Přemysl Otakar II. Hrad se měl stát správním centrem okolní krajiny, ale nevelké rozměry a nemožnost dalšího rozšiřování způsobily, že jeho funkci brzy převzal nedaleký Bezděz. Oba hrady stavěla stejná stavební huť.
První písemná zmínka o hradu pochází z roku 1291 a dokládá existenci úřadu houseckého purkrabího, jehož místo tehdy zastával Záviš ze Stružnice z rodu Ronovců.

### Berkové z Dubé

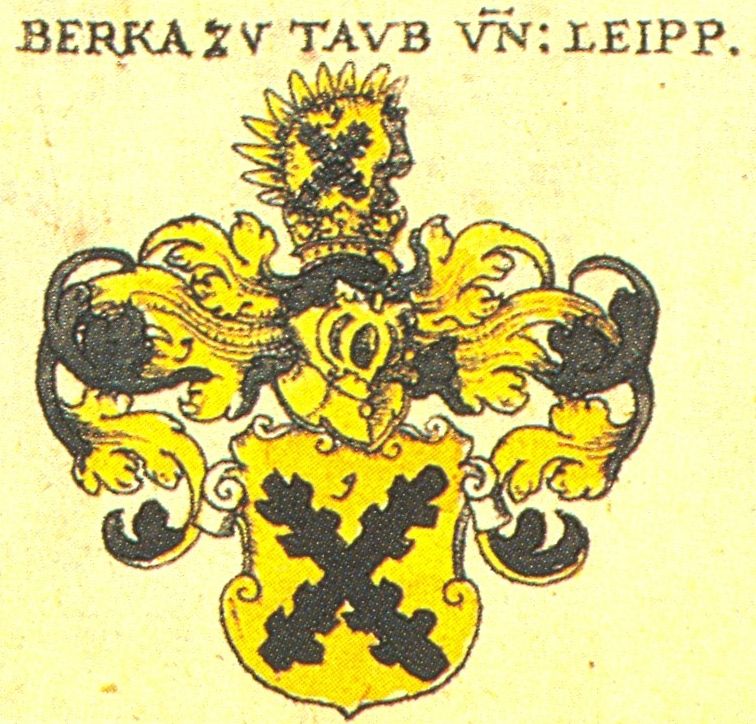
Erb Berků z Dubé

V blíže neznámé době hrad získali Berkové z Dubé, protože v roce 1316 patřil Hynkovi z Dubé, zvanému Hynáček. Ten tehdy se svým bratrem Hynkem Berkou a dalšími šlechtici ručil za smír uzavřený mezi králem Janem Lucemburským a Jindřichem z Lipé. Hynáček zemřel před rokem 1320 a novým pánem hradu se stal jeho bratr Hynek Berka z Dubé.
Hynek Berka měl dva syny Hynky. Po otcově smrti Housku s Jestřebím, Dubou a Milštejnem zdědil mladší Hynek, později zvaný Jindřich s přízviskem Jednooký. Roku 1383 panství nákupem rozšířil o Jablonné a roku 1391 je rozdělil mezi své syny. Housku si však ponechal až do své smrti před rokem 1404. Hrad po něm převzal třetí syn Jindřich Berka mladší z Dubé. Během husitských válek výrazně nepodporoval ani jednu z válčících stran, a jeho statky snad právě proto neutrpěly větší škody. Po Jindřichově smrti se o ně rozdělili synové Hynek a Chval, přičemž Houska připadla Hynkovi. Ten ji však nedokázal udržet a v roce 1432 hrad prodal Janovi Smiřickému ze Smiřic. K houseckému panství tehdy patřily vsi Libovice, Olešná, Jestřebice, Dobřeň, Tubož, Roveň, Blatce, Týn, Ždírec, Bořejov, Nechutnov, Korce, Vlkov, Kruh a Osinalice. Janovým purkrabím na hradě byl roku 1450 připomínaný Jan Vršek z Blatec.

### Smiřičtí ze Smiřic
Po popravě Jana Smiřického se v letech 1453–1456 správy panství za jeho nezletilé potomky ujal Zdeněk Konopišťský ze Šternberka, ale samotnou Housku, Jestřebí a Lysou přenechal vdově Markétě z Michalovic. V roce 1457 byla Houska s Jestřebím prohlášena za odúmrť, ale Markéta majetek udržela. Někdy v té době se její synové rozdělili o dědictví a Houska připadla Jindřichovi Smiřickému, zatímco Václav dostal Jestřebí. Brzy však zemřel a jestřebské panství bylo znovu připojeno k Housce. Jindřich měl sedm dcer a pět synů, z nichž nejspíše od roku 1498 Housku drželi Jan II. a Zikmund ze Smiřic. V roce 1498 Jan za 2 250 kop grošů odkoupil bratrův podíl. Hotově zaplatil 1 400 kop grošů a zbývající částku měl zaplatit v případě prodeje Housky. K tomu došlo roku 1502, kdy panství prodal Václavu Hrzánovi z Harasova.

### Hrzánové z Harasova

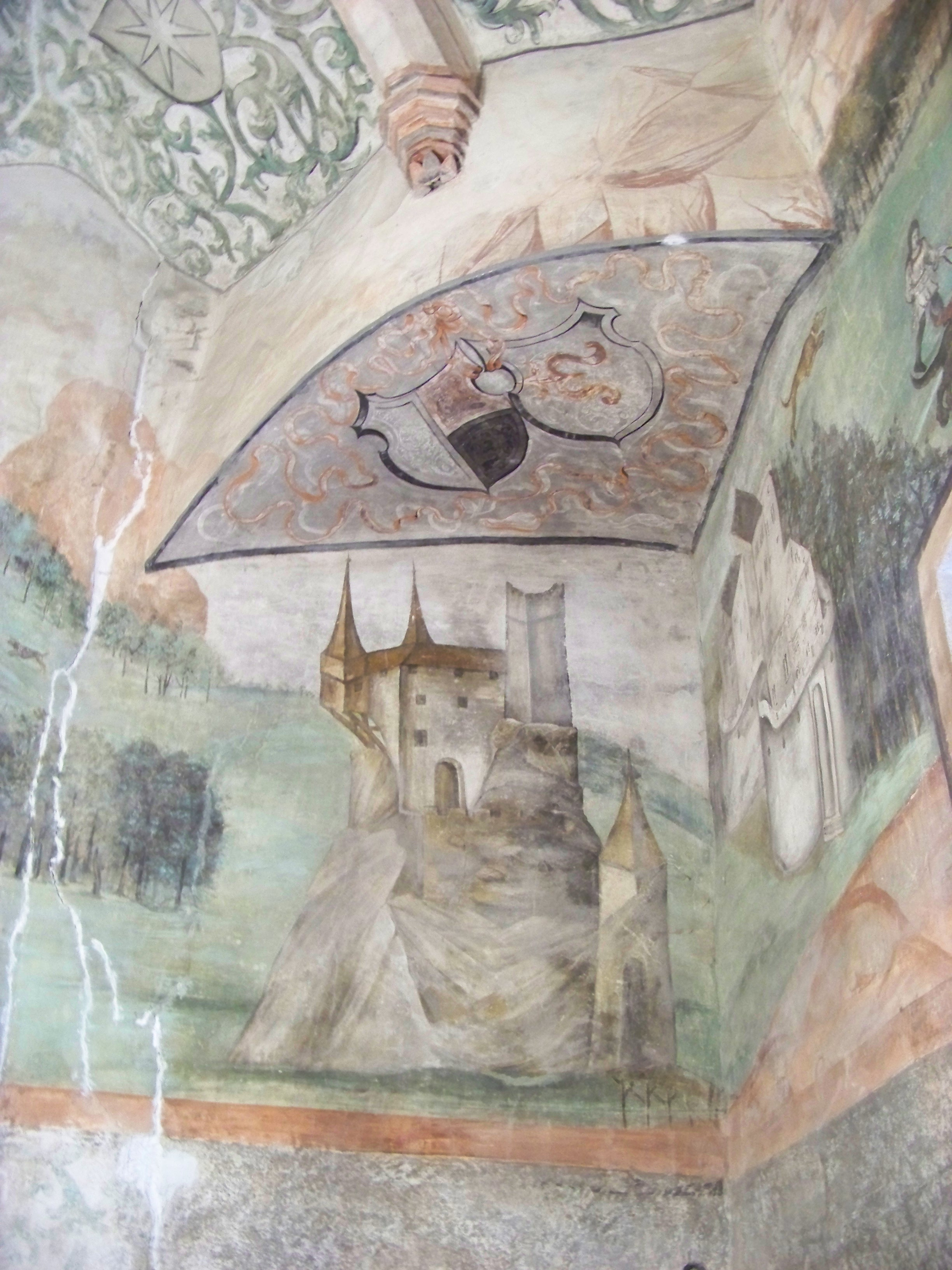
Vyobrazení renesanční podoby Housky s erbem Hrzánů z Harasova

Až do šestnáctého století hrad sloužil šlechtickým majitelům ve své původní podobě. Nárokům nových vlastníků už nevyhovoval, a ti jej proto nechali přestavět na renesanční zámek. Tradičně bývá uváděno, že přestavba proběhla v letech 1584–1590, ale je možné, že ji zahájil už Dobeš (též Tobiáš) z Harasova, který hrad po otci převzal v roce 1520. Dobeš v roce 1553 zastával funkci hejtmana Boleslavského kraje. Ženatý byl s Kateřinou z Vliněvsi, se kterou měli syny Václava a Jiřího, z nichž Housku roku 1570 zdědil Václav. Ten zemřel v roce 1584 a Housku odkázal svému synovi Dobešovi.
Dobeš Hrzán z Harasova se oženil s Eliškou Mráckou z Dubé. Právě za něj měla proběhnout renesanční přestavba, ale vzhledem k jeho špatnému hospodaření je možné, že pouze dokončoval starší práce zahájené jeho dědem. V roce 1594 musel zámek s předhradím, cihelnou, kovárnou, lednicí, čtyřmi dvory, deseti vesnicemi a dalšími drobnými majetky prodat Damiánovi z Pejcldorfu, vartenberskému úředníkovi z Doks. Sám koupil Vysokou Libeň a spojil ji s Kropáčovou Vruticí, která byla hlavním sídlem už jeho otce Václava Hrzána. Damián se s manželkou Bohunkou, rozenou Kelblovou z Geisingu zadlužil, a navíc už 7. února 1596 zemřel. Bohunka se podruhé provdala za Volfa Kryštofa Šéna ze Šénu. Ten se dostal sporu s Václavem starším Berkou z Dubé a na Bezdězu. Bohunka se mezitím pokoušela o zvelebení panství, ale udržet ho nedokázala, a v roce 1615 je od ní koupil právě Václav starší Berka z Dubé. Václav se jako jeden z direktorů zúčastnil stavovského povstání v letech 1618–1620. Po jeho potlačení odjel ze země a byl odsouzen ke ztrátě majetku.

### Sedmnácté století

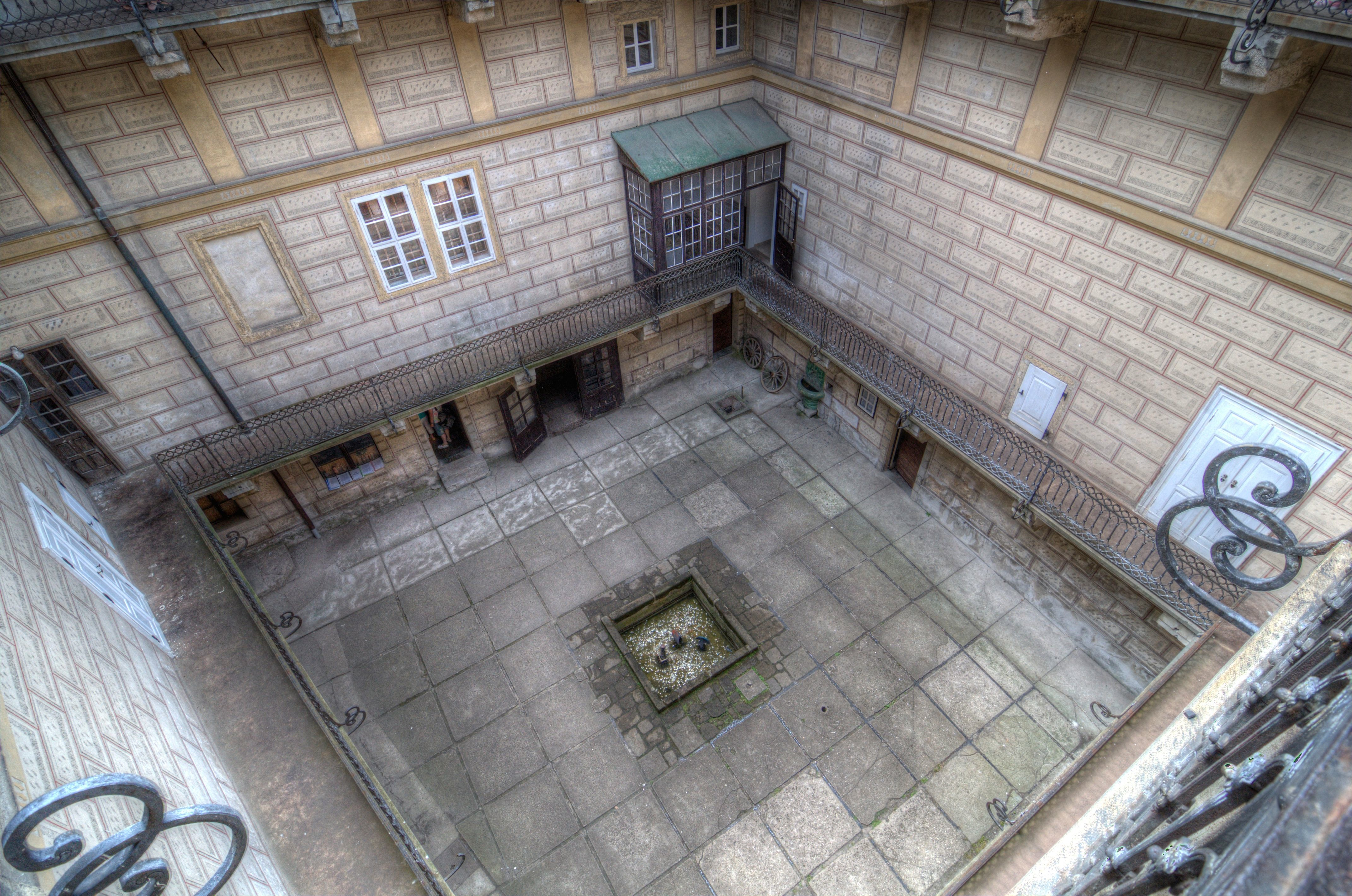
Nádvoří

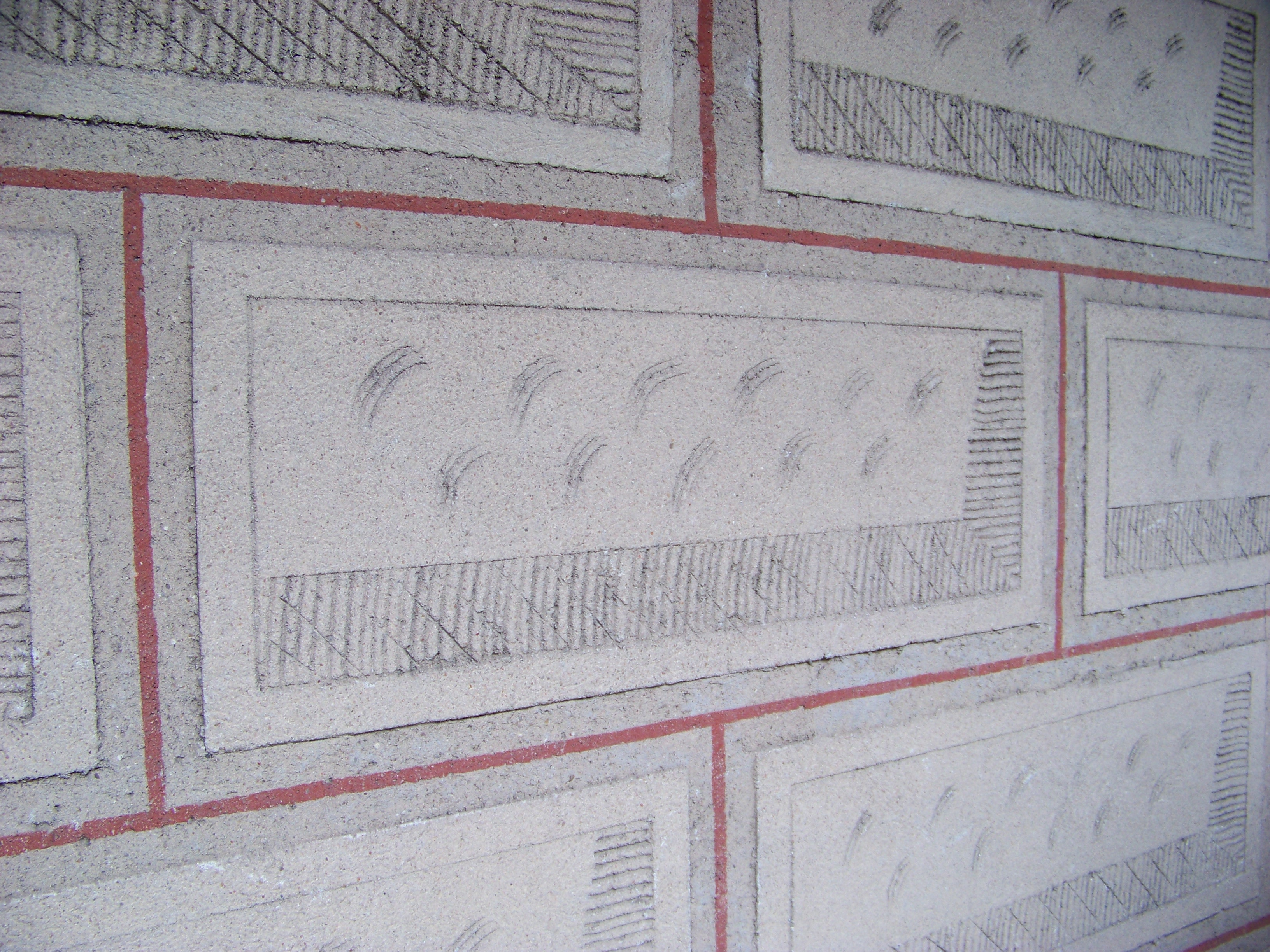
Detail sgrafita na nádvoří

Housku vzápětí koupil Adam z Valdštejna, ale brzy ji vyměnil s Albrechtem z Valdštejna, který ji připojil k Frýdlantskému knížectví. Kníže Albrecht využíval okolí hradu k myslivosti a v roce 1627 nařídil, aby se v okolí chytala zvěř pro jičínskou oboru. Během třicetileté války do Čech v roce 1631 vpadlo saské vojsko, s nímž se do země vrátili někteří uprchlí šlechtici. Housku tehdy obsadili přátelé Berků, kteří ji ovládali až do prosince téhož roku. Kníže proto na začátku dalšího roku zámek osadil posádkou čtyřiceti vojáků.
Albrecht z Valdštejna byl v roce 1634 zavražděn a Housku s Vidimí následujícího roku dostali od císaře Ferdinanda II. jako úhradu dluhu generální strážmistr Jan Böck, Veronika ze Sulzu, vdova po generálovi Alvegovi ze Sulzu, rozená ze Spauru, a Hypolita Františka z Hofkirchenu. Roku 1636 byla dohoda upravena. Jan Böck se vzdal svého podílu panství ve prospěch obou žen a zavázal se doplatit jim 5 800 zlatých.
Zámek byl během války stále považován za dobře opevněné místo. V roce 1639 jej na pokyn generála Johana Banéra obsadilo švédské vojsko, které z Housky ovládalo okolní krajinu. Císařští se ji proto následujícího roku pokusili dobýt zpět. Nejprve vylákali ven ze zámku jeho velitele a zabili ho. Poté náhlým útokem dobyli hrad.
Před rokem 1647 zemřela Veronika ze Sulzu a její podíl připadl bratru Dominikovi za Spauru. Ten brzy poté zemřel a statek zdědily jeho nezletilé děti. Hypolita Františka z Hofkirchenu se mezitím provdala za hraběte Canossa a za patnáct tisíc zlatých od spaurovských poručníků koupila jejich podíl. Podle urbáře panství, založeného hejtmanem Ondřejem Stampferem v roce 1647, bylo příslušenství zámku zcela zpustošené.
Po skončení války měly být zbořeny hrady a zámky, které by mohl v případných dalších válkách nepřítel využívat jako opěrné body. Patřila mezi ně i Houska, ale její situaci zkomplikovaly majetkové spory mezi dědici. Hypolita Františka totiž v roce 1659 zemřela bez potomků a o dědictví se hlásili její příbuzní z rodu Hofkirchenů. O demolici zámku rozhodli krajší hejtmani a zemští místodržící. Hofkirchenové však s posudkem inženýra Pieroniho dosáhli toho, že obytné budovy nebyly zbořeny. V hradním jádře tak byla v roce 1658 stržena jen zchátralá věž. Ovšem zanikly hradby, bašty i poplužní dvůr a jejich zdivo posloužilo k zasypání příkopů.
Z Hypolitiných dědiců Housku ovládl Karel Ludvík z Hofkirchenu, velitel Komárna. Podle Karlovy závěti zámek zdědil Jiří Lorenc z Hofkirchenu, po němž ji měli dostat sirotci z rodů Rogendorfů a Raduit de Souches. Jiří Lorenc zemřel roku 1694 a Rogendorfové zdědily dvě třetiny panství. Zbývající část připadla sirotkům de Souches, za jejichž poručníka byl roku 1696 ustanoven hrabě Michael Jan z Althannu. Ten od sirotků koupil dvě třetiny jejich podílu. Část panství měla jako odúmrť připadnout koruně, ale císař Leopold I. ji sirotkům daroval. Housku v té době spravoval vrchnostenský hejtman, který zvyšoval robotní povinnosti poddaných. V roce 1699 proto na panství došlo k nepokojům, které skončily potrestáním vzbouřenců.

### Osmnácté století
Houska se nacházela daleko od dalších althannských panství, a proto hrabě Michael Jan požádal zemský soud o souhlas s jejím prodejem. Dne 8. června 1700 pak Housku koupil hrabě Jan Vilém z Kounic, kterému patřil zámek v Zahrádkách. Od té doby zámek chátral a Bohuslav Balbín jej popsal jako zříceninu. Budova však byla udržována alespoň tak, aby mohla sloužit jako sídlo správce panství.

### Novodobé dějiny

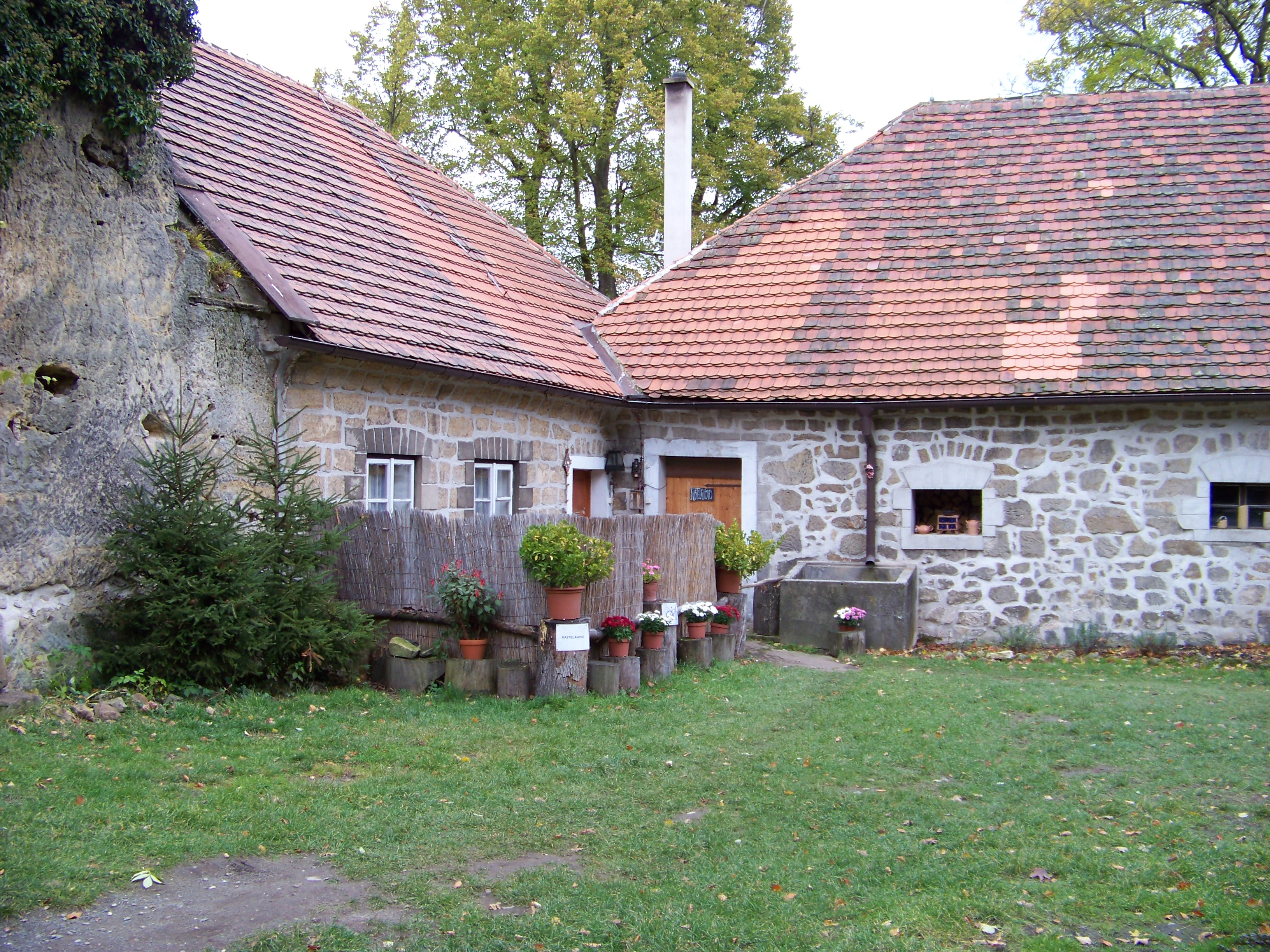
Budovy v předhradí

Teprve hrabě Vincenc Karel Kounic nechal zámek v roce 1823 opravit. Náklady dosáhly sta tisíc zlatých, což představovalo čtyřletý výnos panství. Při rekonstrukci byly strženy renesanční štíty, na nádvoří vznikly kamenné pavlače a ve fasádě byla proražena nová okna. Budovy dostaly nové omítky a nízkou střechu. Zatímco hrabě často pobýval v Zahrádkách, na Housce bydlíval astronom Alois Martin David.
Kounicům Houska zůstala do roku 1897, kdy ji získala princezna z rodu Hohenlohe. V roce 1918 po ní zámek zdědila hraběnka Eleonora Andrássyová, od které jej roku 1924 koupil Josef Šimonek. Za něj v letech 1929–1930 proběhla rekonstrukce, při které byly obnoveny gotické malby a architektonické články. Zámek poté sloužil jako letní a reprezentační sídlo rodiny.
Za druhé světové války do roku 1945 využívala jako konfiskát německá armáda, konkrétně oblastní štáb SS. V srpnu 1943 sem RSHA převezl materiály z archivů a knihoven v Hamburku a Berlíně, ohrožených americkým bombardováním. Pod krycím jménem Burgund II se hrad stal jedním ze čtyř severočeských depozitářů pro židovské a zednářské knihy z Evropy.
Od roku 1950 byl v zámku umístěn archiv Státní knihovny v Klementinu. Po roce 1970 zde plánovala továrna Spolana Neratovice využití jako noční sanatorium svých zaměstnanců.
Koncem roku 1974 zde nahrála svou nejstarší dochovanou nahrávku undergroundová skupina The Plastic People of the Universe, z níž bylo vybráno deset skladeb pro desku Egon Bondy's Happy Hearts Club Banned (vydané v spolu s knihou The Merry Ghetto roku 1978). Umožnil jim to tehdejší správce hradu Svatopluk Karásek.
Hrad byl počátkem devadesátých let dvacátého století vydán v restituci dědicům Josefa Šimonka, kteří jej nechali opravit a zpřístupnit veřejnosti.

## Stavební podoba

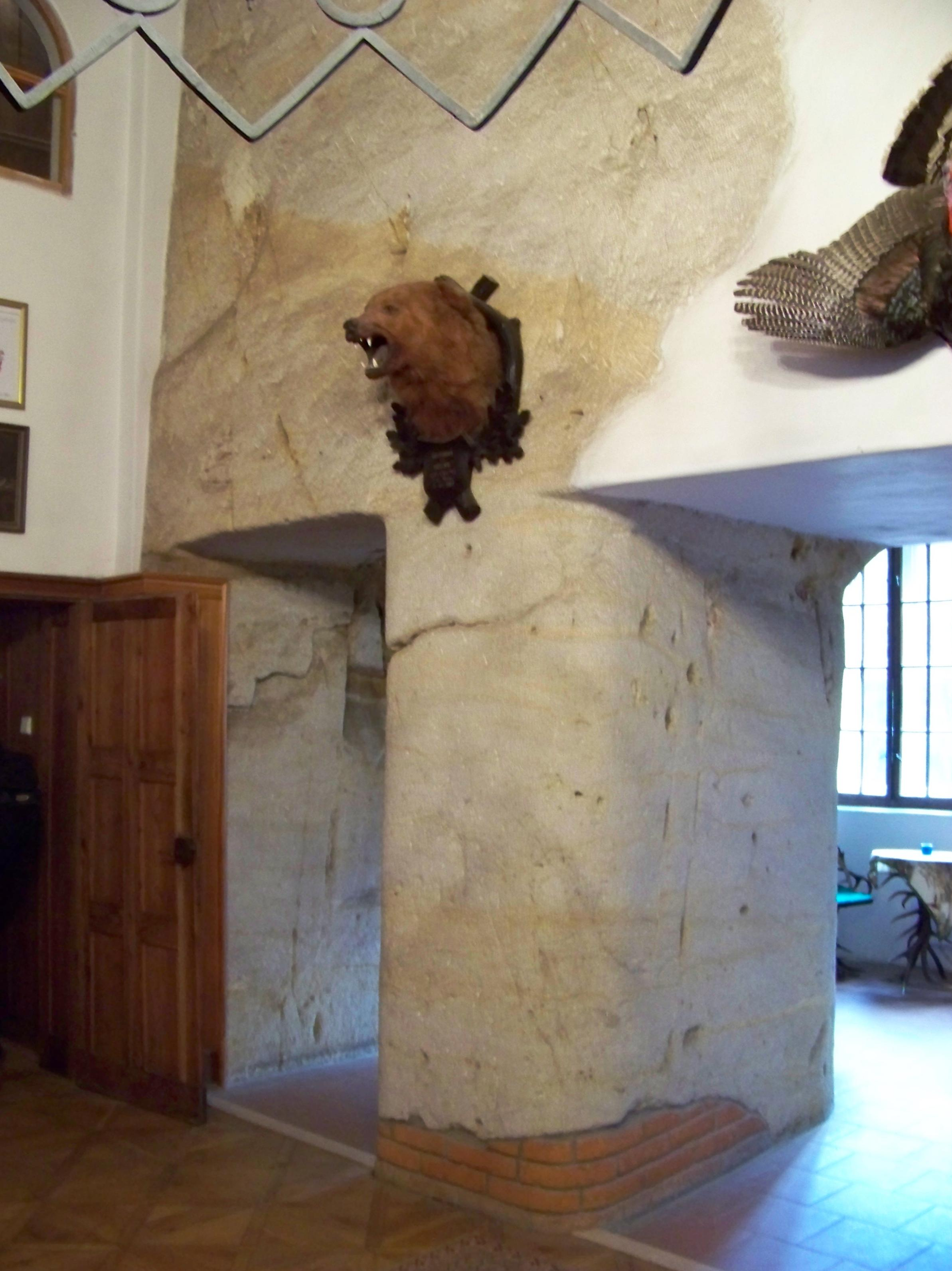
Skála ve zdivu tzv. loveckého salónku

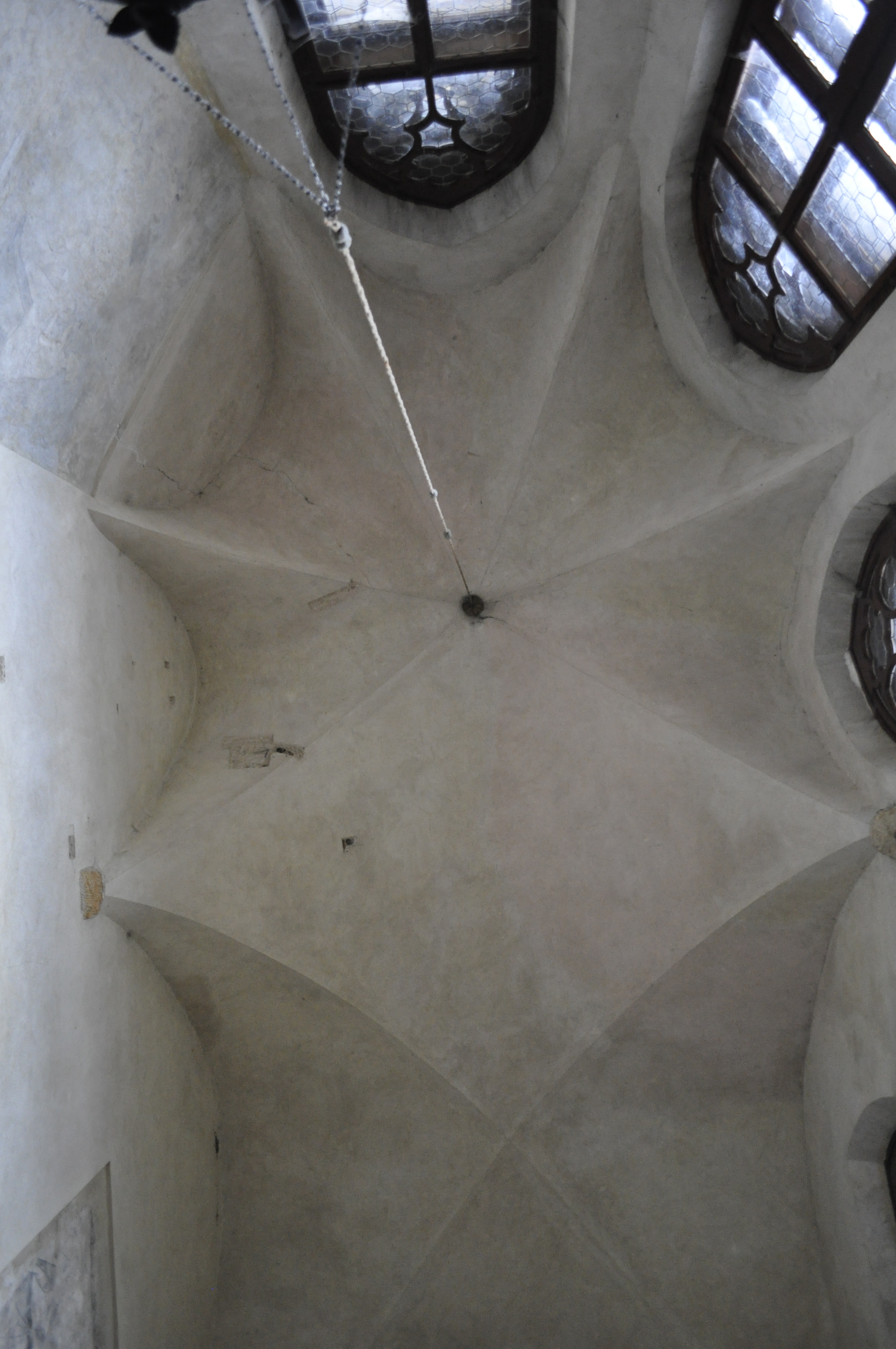
Klenba v kapli

Původně dvoudílný hrad typologicky patřil mezi hrady s obvodovou zástavbou. Pravidelnou podobu hradního jádra si vynutila podoba staveniště, kterým je skalní blok tvořený křídovým pískovcem s nadmořskou výškou okolo 430 metrů.

### Dispozice
Přední část hradu se nedochovala, ale u východního okraje plošiny byla archeologickým výzkumem doložena obvodová hradba a fragment nádvorní zdi budovy, která stála v čele předhradí. Zadní část, přestavěnou na renesanční zámek, odděluje od předního hradu příkop a podle Dobroslavy Menclové původně také parkán, jehož šířku čtyř metrů určovala hranolová věž, která stála na vrcholu skalního útvaru v jihovýchodním nároží. Měla půdorys s rozměry 6 × 9 metrů a před čelo jádra byla vysunuta asi o čtyři metry. V zámeckém zdivu se v plné výši dochovalo zdivo gotických paláců na boční a zadní straně. Dobroslava Menclová uvedla, že k hradu patřilo také vstupní křídlo narušené vestavbou renesančního schodiště, ale podle Tomáše Durdíka čelní stranu uzavírala hradba s kulisovou vstupní branou. Uprostřed nádvoří se dochovaly zbytky lahvovitého objektu vytesaného ve skále a narušeného novověkým sklepem. Předpokládá se, že sloužil jako zásobnice na obilí.
Trojice dvoupatrových paláců uspořádaných do tvaru písmene U obklopovala čtverhranné nádvoří. Přízemí mělo ploché stropy, zatímco hlavní obytné prostory v prvním patře byly vybavené klenbami. Druhé patro mělo provozní a obranný charakter. Mezi patry se přecházelo šnekovými schodišti a pohyb mezi jednotlivými paláci umožňovala dvojice pavlačí. Součástí severního křídla je architektonicky náročná hradní kaple.

### Paláce
Podobně jako na Bezdězu se ani na Housce nenachází velký sál. V každém paláci jej nahrazuje tzv. přemyslovský byt tvořený ústřední klenutou místností, po jejíchž stranách se nacházela klenutá vytápěná komnata a roubená komora. V severním křídle však byla jedna z postranních místností nahrazena kaplí. V šestnáctém století byly do všech prostor prvního patra vloženy nové klenby, které rozdělily místnosti do dvou podlaží. Předchozí výškové poměry naznačují krakorce bývalých dřevěných pavlačí. Krakorce nižší pavlače, spojující místnosti v prvním patře, se nachází 3,5 metru nad úrovní nádvoří. Pavlač druhého patra bývala o 6,5 metru výš.

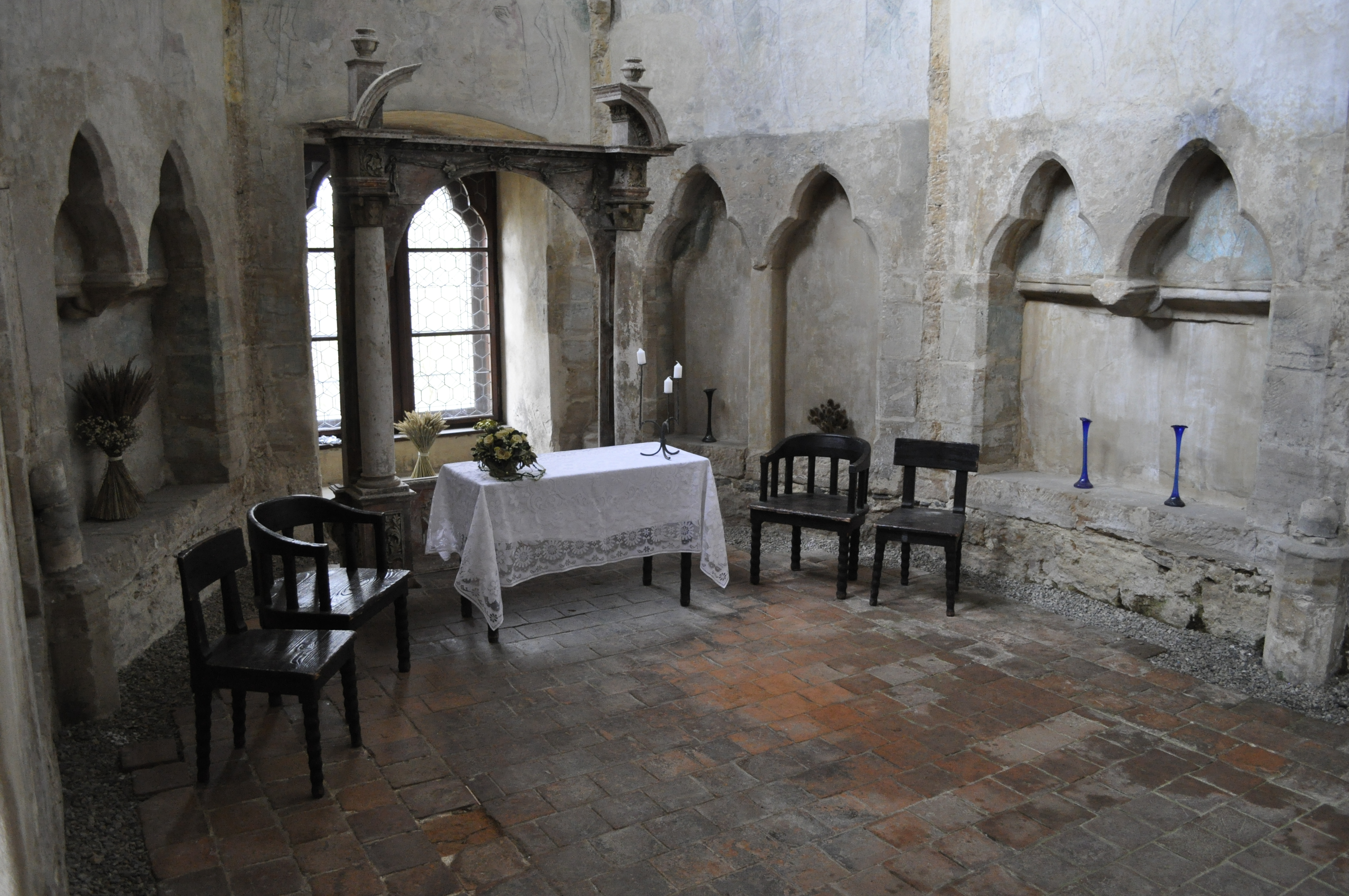
Závěr kaple

Jádrem prvního patra západního paláce byl středový sál osvětlený původně dvěma hrotitými okny, jejichž zbytky jsou patrné ve zdi průčelí. V dochované podobě je sál rozdělen příčkou. Na levé straně k sálu přiléhala krbem vytápěná komnata s kružbovým oknem a žebrovou klenbou a na protější straně se nacházela roubená komora, jejíž existenci dokládá výrazné zeslabení vnější zdi.
Stejně uspořádané byly místnosti v protějším východním křídle. Polohu bývalého středového sálu naznačuje torzo hrotitého portálu, kterým se vstupovalo na pavlač. Napravo byla roubená komora, z níž se dochoval zazděný oblouk a zeslabení vnější zdi. Protější komnata si dosud uchovala gotickou křížovou klenbu s žebry sepjatými hladkým svorníkem a opřenými o oblé přípory s polygonálními patkami. Hlavice přípor mají kalichovitý tvar zdobený rostlinným motivem. Kružbové okno bylo přezděno a z bývalého krbu je patrný jen kuželový sopouch. Z komnaty vede chodbička v síle zdi na prevét, který byl vysazený na konzolách. Stěny místnosti zdobí renesanční malby z let 1584–1594 zobrazující lovecké výjevy, veduty hradů, svatebním motivem a erby (Koldicové z Koldic, Zajícové z Hazmburka, Krajířové z Krajku, Ronovci, Šternberkové ad.) obklopenými rozvilinami. Na pozadí lovecké scény je zobrazen hrad Houska.
V severním paláci byla východní místnost nahrazena kaplí. Západní síň měla žebrovou klenbu a osvětlovala ji hrotitá okna obrácená k severu i západu. Přilehlá komora byla přestavěna během renesančních úprav.
V palácích se dochovalo, na rozdíl od ostatní přemyslovských hradů, druhé patro. Měly ho všechny paláce s výjimkou severního v prostoru nad kaplí. Interiér druhého patra osvětlovala sdružená okénka se středním sloupkem a vloženými kružbami. Část oken se dochovala v nádvorním průčelí. Nejasný je způsob komunikace mezi prvním a druhým patrem. Schodiště ve vstupním křídle je až renesančního původu a v gotické fázi je nejistá také existence točitého schodiště mezi závěrem kaple a východním křídlem.

### Kaple

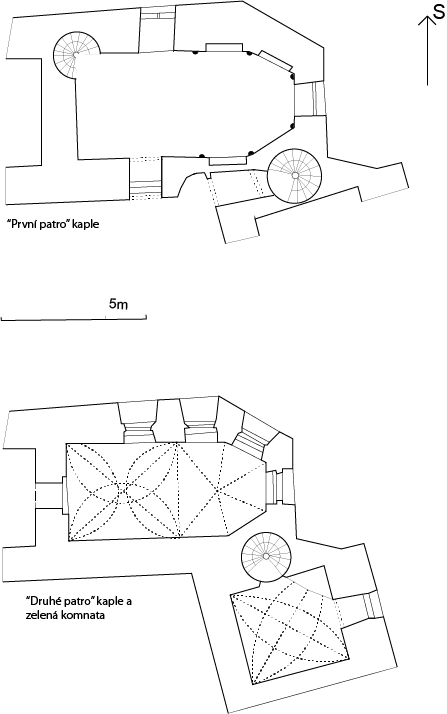
Půdorys kaple

Hradní kaple se nachází ve východní části severního křídla a zaujímá prostor přízemí a prvního patra. Její čtvercová loď je na východě ukončena pětibokým presbytářem. Kaple mívala žebrovou klenbu, kterou při renesanční přestavbě nahradila klenba křížová. Gotická klenba měla šest polí a přípory klenebních žeber dosahovaly až k podlaze. Ve východní části jsou ve zdi raně gotická sedilia seskupená do polí o dvou slepých trojlistých arkádách. Na západní straně bývala tribuna, na kterou vedl hrotitý portálek z pavlače a točité schodiště. Kapli osvětlují čtyři vysoká kružbová okna. Dovnitř se vstupuje z nádvoří renesančním portálem.
Stěny kaple zdobí nástěnné gotické malby z doby okolo roku 1330 a počátku patnáctého století. Některé malby mohou být také renesančního původu. Malby jsou umístěny ve třech pásech nad sebou a zobrazují náboženské motivy (Ukřižování Ježíše Krista, archanděl Michael s drakem, Zvěstování Panny Marie, Narození Páně, Kalvárie s apoštoly, kristologický cyklus, Svatý Kryštof ad.).

### Zahrada
Zhruba kolem roku 1590 vznikla na stráni pod hradem menší okrasná zahrada. Po roce 1980 v neudržované lokalitě rostlo čtrnáct jehličnatých a sedmnáct listnatých stromů, z nichž zajímavé byly jedle kavkazská, borovice těžká, čilimník a řada cypřišů.

## Zámek v kultuře

### Karel Hynek Mácha
Karel Hynek Mácha Housku navštívil i zobrazil opakovaně a hradní skálu popsal slovy „stěny skaliska spadají ze tří stran téměř kolmo dolů, znamenitá ochrana. Jediná přístupová cesta z jižní strany vedla předhradím na most přes příkop vylámaný ve skále…“. Do krajiny kolem Housky situoval děj svých Cikánů. Se svým přítelem Eduardem Hindlem sem mířil navečer 1. srpna 1832, dle svého vyprávění z hradu Kokořín, v dešti zabloudili, přespali ve skalách a na Housku dorazili až dalšího dne. V roce 1833 sem zavítal znovu již bez bloudění.
Traduje se, že hrad ještě jednou navštívil Mácha v srpnu roku 1836. Tento zážitek následně popisuje v osobní korespondenci s Eduardem Hindlem. Mácha sám dorazil na Housku po půlnoci, a dle svých slov se vydal do jakési podzemní díry, kde se poté ocitl v roce 2006 v Praze. Tento dopis je však mystifikací, jde o povídku, kterou napsala autorka fantasy románů Františka Vrbenská. Mnozí lovci záhad však uvěřili, že jde o autentický dokument.

### Pověsti
Podle legendy byl hrad zbudován na skále, ve které vedla průrva až do pekla. Právě nad touto průrvou má stát hradní kaple. Další pověst se týká švédských vojsk za třicetileté války a jejich velitele Oronta, který byl údajně černokněžník. Podle legend choval černou slepici, jejímž prostřednictvím chtěl získat nesmrtelnost. Dva myslivci ho zastřelili posvěcenou kulí a Orontův duch od té doby na hradě straší. Podle jiné legendy se na Housce a v jejím okolí zjevuje postava v černé mnišské kápi, která nemá obličej a sleduje opovážlivce, kteří by chtěli Housku navštívit v noci, nebo zde dokonce přenocovat.

## Turistika
| Rok  | Počet návštěvníků |
| ---- | ----------------- |
| 2015 | 23 314            |
| 2016 | 23 805            |
| 2018 | 22 979            |
| 2019 | 21 932            |

Zámek je pro návštěvníky běžně otevřen od dubna do října formou prohlídek s průvodcem. V letech 2003–2015 na zámku probíhala Konference Sfinga – celorepublikové setkání záhadologů. Konaly se zde také benefiční koncerty Noc s hvězdami, z jejichž výtěžků byl opraven např. taneční sál a jídelna. V roce 2007 nad koncertem devátého ročníku převzal patronát ministr kultury Václav Jehlička. Na Housce se natáčela pohádka O svatební krajce.